# Refinery29
Refinery29 es una página web estadounidense de moda, estilo y belleza dirigido a mujeres jóvenes que sigue el formato de boletín informativo. La web está formada por seis secciones, con una sección adicional que ofrece contenido específico de ciudades en los Estados Unidos. El sitio se expandió hasta añadir su primera ciudad europea en 2012 con la inclusión de Londres. Toda la página web contiene secciones como "Moda", "Belleza", "Estilo de Vida", "Entretenimiento", "Cómo Hacer" y "Noticias". Desde su lanzamiento en 2005, Refinery29 ha crecido alcanzando el billón de visitas anuales. La página web también ha sido clasificada en el puesto 179 de la lista de la revista Inc. "500 Compañías Privadas Americanas en Crecer Más Rápido". En 2011, Refinery29 consiguió 8 millones de dólares en ingresos. A pesar de tener 600,000 suscriptores a partir de septiembre de 2011, la página web monetiza la mayor parte de sus ingresos de la publicidad.

## Orígenes
Los fundadores Justin Stefano y Philippe von Borries cofundaron Refinery29 en 2005 como una guía de moda centrada en la ciudad, enfatizando los descubrimientos únicos en moda que se pueden ver en Nueva York. El nombre de la web alude a que la web destila información en su esencia. La sede de la compañía está localizada en el Distrito Financiero, barrio de Manhattan de la Ciudad de Nueva York.

## Guías de la Ciudad Metropolitana
La parte de Refinery29 de guía de la ciudad metropolitana incluye cinco ciudades estadounidenses: Nueva York, Los Ángeles, Chicago, San Francisco y Washington. La lista originariamente incluía Miami, pero se retiró en 2012. Cada guía de ciudad incluye información localizada a través de cinco secciones tituladas "Eventos, "Guía de Tiendas", "Cena y Clubs Nocturnos", "Lo Mejor De" y "Ventas y Oportunidades". Cada ciudad también tiene una sección "Trending" en la página principal de su web que indica los temas de conversación de moda. Los blogueros locales suelen ser a menudo citados para otorgar otras perspectivas a los sucesos de cada ciudad. 
En 2012, Refinery29 editó su sección Guía de Ciudad para incluir Londres, citando a la británica modelo y diseñadora Alexa Chung, como una de las iconos de estilo.

## Tiendas R29
Las tiendas R29 son un e-comercio parte de la web que permite a los lectores comprar una variedad de productos esponsorizados por Refinery29. Periódicamente, R29 presenta cupones para que los compradores puedan canjear en tiendas específicas o en colecciones de diseñadores. Las tiendas R29 otorgan el 20 por ciento de los ingresos de la web.
En diciembre de 2012, Refinery29 organizó un pop-up retail de tres días llamado Tinseltown Bazaar en Nueva York. Philippe von Borries declaró que el propósito de este evento era promover una experiencia de "compras inspiradas" para las vacaciones.

## The Rig
The Rig es un blog que registra los desarrollos tecnológicos de los departamentos de Refinery29, así como los sucesos diarios de la empresa. No ha sido actualizado desde finales de 2013. 